# Randy Brown
Randy Brown (Chicago, Illinois, 22 de mayo de 1968) es un exjugador de baloncesto estadounidense que disputó 12 temporadas de la NBA. Con una estatura de 1,88, jugaba en la posición de base. Ganó tres anillos de campeón consecutivos con los Chicago Bulls. Actualmente es entrenador asistente de la franquicia de Illinois.

## Trayectoria deportiva

### Universidad
Jugó sus dos primeros años universitarios con los Cougars de la Universidad de Houston, tras los cuales fue transferido al Howard County Community College y, posteriormente a la Universidad de New Mexico State, donde jugó otras dos temporadas. En total promedió 9,1 puntos y 4,6 asistencias por partido. Esos dos últimos años fue elegido en el mejor quinteto de la Big West Conference.

### Profesional
Fue elegido en la segunda ronda del Draft de la NBA de 1991 por Sacramento Kings, en el puesto 31, donde permaneció 4 temporadas, contando poco para su entrenador. En la temporada 1995-96 fue traspasado a Chicago Bulls donde coincidió con jugadores de la talla de Michael Jordan y Scottie Pippen a los que ayudó saliendo desde el banquillo a conseguir el segundo three-peat, tres títulos de campeones de la NBA consecutivos. fue uno de los pocos veteranos que se mantuvo en el equipo tras el desmantelamiento de la plantilla del año 1998. Con la ausencia de todas las estrellas llegó a ser titular en esa temporada, haciendo sus mejores números como profesional: 8,8 puntos, 3,8 asistencias y 3,4 rebotes por partido.
Tras un año más con los Bulls, jugó con los Boston Celtics y con Phoenix Suns antes de retirarse a los 34 años, en 2003. en el total de su carrera promedió 4,8 puntos y 2,2 asistencias por partido.
A lo largo de su carrera, Randy Brown destacó por su gran capacidad defensiva, lo que le convirtió en un especialista en esta disciplina. 
En el plano más personal, durante su etapa como jugador de los Chicago Bulls fue uno de los mejores amigos de la gran estrella del equipo, el mítico Michael Jordan.

## Estadísticas de su carrera en la NBA
|  | Denota temporada en la que fue Campeón de la NBA |

### Temporada regular
| Año       | Equipo     | PJ  | PT  | MPP  | %TC  | %3P  | %TL  | RPP | APP | ROB | TPP | PPP |
| --------- | ---------- | --- | --- | ---- | ---- | ---- | ---- | --- | --- | --- | --- | --- |
| 1991-92   | Sacramento | 56  | 0   | 9.6  | .456 | .000 | .655 | 1.2 | 1.1 | .6  | .2  | 3.4 |
| 1992-93   | Sacramento | 75  | 34  | 23.0 | .463 | .333 | .732 | 2.8 | 2.6 | 1.4 | .5  | 7.6 |
| 1993-94   | Sacramento | 61  | 2   | 17.1 | .438 | .000 | .609 | 1.8 | 2.2 | 1.0 | .2  | 4.5 |
| 1994-95   | Sacramento | 67  | 2   | 16.2 | .432 | .298 | .671 | 1.6 | 2.0 | 1.5 | .3  | 4.7 |
| 1995-96   | Chicago    | 68  | 0   | 9.9  | .406 | .091 | .609 | 1.0 | 1.1 | .8  | .2  | 2.7 |
| 1996-97   | Chicago    | 72  | 3   | 14.7 | .420 | .182 | .679 | 1.5 | 1.8 | 1.1 | .2  | 4.7 |
| 1997-98   | Chicago    | 71  | 6   | 16.2 | .384 | .000 | .718 | 1.3 | 2.1 | 1.0 | .2  | 4.1 |
| 1998-99   | Chicago    | 39  | 32  | 29.2 | .414 | .000 | .757 | 3.4 | 3.8 | 1.7 | .2  | 8.8 |
| 1999-2000 | Chicago    | 59  | 55  | 27.5 | .361 | .500 | .738 | 2.4 | 3.4 | 1.0 | .3  | 6.4 |
| 2000-01   | Boston     | 54  | 35  | 22.9 | .422 | .000 | .575 | 1.8 | 2.9 | 1.1 | .2  | 4.1 |
| 2001-02   | Boston     | 1   | 0   | 6.0  | .000 | —    | —    | .0  | 2.0 | .0  | 1.0 | .0  |
| 2002-03   | Phoenix    | 32  | 0   | 8.2  | .372 | —    | .750 | .8  | 1.1 | .5  | .1  | 1.3 |
| Total     | Total      | 655 | 169 | 17.6 | .417 | .200 | .691 | 1.8 | 2.2 | 1.1 | .2  | 4.8 |

### Playoffs
| Año   | Equipo  | PJ | PT | MPP | %TC  | %3P  | %TL  | RPP | APP | ROB | TPP | PPP |
| ----- | ------- | -- | -- | --- | ---- | ---- | ---- | --- | --- | --- | --- | --- |
| 1996  | Chicago | 16 | 0  | 7.0 | .571 | .500 | .750 | .6  | .4  | .3  | .1  | 2.8 |
| 1997  | Chicago | 17 | 0  | 5.8 | .300 | —    | .600 | .6  | .4  | .5  | .1  | 1.2 |
| 1998  | Chicago | 14 | 0  | 5.1 | .167 | —    | .833 | .6  | .6  | .1  | .0  | .6  |
| Total | Total   | 47 | 0  | 6.0 | .386 | .500 | .739 | .6  | .5  | .3  | .1  | 1.6 |